# Abbottina rivularis
Abbottina rivularis, slattkovodna riba A. rivularis opisana je još 1855. godine, i sa svojih 18.9 cm. največa je u rodu Abbottina. Domovina joj je istočna Kina, Koreja i Japan, odakle je uvezena i u bazen Mekonga a moguće i u bazen rijeke Tedzhen u Turkmenistanu, gdje je također uočena. To je bentopelagijska riba koja voli muljevita ili pjeskovita dna plitkih rijeka i jezera. 
Duž bočne linije ima osam zaobljenih tamnih mrlja; leđna peraja samo jedna.
A. rivularis poznata je i pod brojnim vernakularnim nazivima, a FAO naziv za nju je Chinese false gudgeon (kineska lažna krkuša). U Japanu je zovu Tsuchifuki; u Južnoj Koreji 버들매치, a postoji i nekoliko mandarinskih naziva u Kini: 棒花魚, 棒花鱼, 江似鮈 i globalni kineski naziv 棒花鱼, te nekoliko naziva u zemljama gdje ne obitava, kao ruski nazivi речная абботина i Kitaiskii lzshe-peskar.

## Sinonimi
- Gobio rivularis Basilewsky, 1855
- Pseudogobio rivularis (Basilewsky, 1855)
- Tylognathus sinensis Kner, 1867
- Abbottina psegma Jordan & Fowler, 1903

- Abbottina rivularis